# Nashornvogel-Keule
Die Nashornvogel-Keule (engl. Hornbill-Club, franz. Bec d'oiseau) ist eine Schlagwaffe der Einwohner von Melanesien.

## Beschreibung
Die Nashornvogel-Keule besteht aus Holz. Der Schaft ist im unteren Bereich rund. Kurz vor dem Schlagkopf wird der Schaft etwas dicker und geht im rechten Winkel in den Schlagkopf über. Der Schlagkopf hat die Form eines stilisierten Vogelkopfes. Als Vorbild diente der Nashornvogel (Bucerotidae), der dort beheimatet ist. Am Ende des Schafts ist ein Knauf ausgeschnitzt, über dem oft eine Verzierung aus den gefärbten Haaren des Flughundes (Pteropus) angebracht ist. Auf der Rückseite des Schlagkopfes ist meist ein Haken ausgeformt.